# Waga (herb szlachecki)
Waga – polski herb szlachecki.

## Opis herbu
Niesiecki podaje trzy opisy

...krzyż, prawi, być powinien podwójny, na którym księżyc nie pełny, rogami na dół obiema obrócony, pod nim linie tak są ułożone i powiązane, że trzy tryanguły wyrażają, między tryangułami dwiema u spodu są trzy wręby: pole tarczy niebieskie.

...krzyż jeden nie podwojny kładą, na nim księżyc wyżej opisany, pod nim Waga na kształt litery W, tak że od rogu jednego litery W do drugiego linia wyciągniona, która obadwa końce spoja, koniec też krzyża przez tę linią przechodzi i opiera się na środku litery W, w polu czerwonem, na hełmie trzy pióra strusie.

...atoli pośledniejsi między dwiema angułami u spodu przydają trzy Wręby, od góry coraz to mniejsze.

## Herbowni
27 nazwisk posługujących się tym herbem: Abramowicz, Godelewski, Grzymała, Heeselecht, Knebel, Kołupajło, Konopacki, Konopatski, Kontrym, Korzeniewski, Korzeniowski, Kossowski, Łabuna, Micewicz, Miecewicz, Milewski, Niepokojczycki, Ochocimski, Ochociński, Patej lub Patejewicz, Ryś, Sperling, Stasiulewicz, Szulc, Waga, Wertel, Wojewódzki.